# Terril des Viviers
Le Terril des Viviers est un ancien site de charbonnage s'étendant à l'est de Gilly, section de la ville de Charleroi. Le cône du terril a récemment été arrasé dans le cadre de la construction du Grand Hôpital de Charleroi - Les Viviers.

## Évolution récente
Depuis 2017, le site a vu la construction du Grand Hôpital de Charleroi - Les Viviers. Les aménagements ont porté sur la création d'un vaste parc boisé, la mise en place de voiries et le nivellement du cône résiduel du terril des Viviers constitué en grande partie de schiste. Les terres noires du terril des Viviers ont été mises en évidence dans l’aménagement du parc pour mettre en lumière le passé industriel carolorégien et rendre hommage aux nombreux mineurs qui ont travaillé aux Viviers. Lors de l'annonce du projet de construction de l'hôpital, ses concepteurs ont manifesté leur volonté de respecter la biodiversité de l'endroit, et notamment la présence de crapauds calamites, sous la supervision de la Faculté d'Agronomie Gembloux Agro-Bio Tech (ULg), avec pour objectif de diriger les crapauds et leur descendance vers une partie du terrain qui ne sera pas affectée par les travaux. 
Le site s’étend sur 17 hectares. Dix ont été aménagés en parc afin de pérenniser cette biodiversité et pour faire bénéficier patients et visiteurs d’un espace naturel, sain et ressourçant.

## Description générale

### Site de grand intérêt biologique (SGIB)
Le site de grand intérêt biologique des Viviers est répertorié et possède le code 2638.
Les sites de grand intérêt biologique (SGIB) sont de véritables « hotspots » (points chauds) de biodiversité. Il constituent le cœur vital de la structure écologique principale. Ceux-ci abritent des populations d'espèces et des biotopes rares ou menacés ou se caractérisent par une grande diversité biologique ou un excellent état de conservation. Véritables noyaux de diversité biologique, ils sont indispensables pour organiser l'ossature du réseau écologique et pour établir les bases d'une politique volontariste de conservation de la nature. Depuis plus d'un siècle, les naturalistes les identifient, les décrivent et ils tentent de les protéger.
Avant 2017, ce site présentait un petit terril conique ainsi que de vastes zones ouvertes constituées principalement de pelouses pionnières et de friches. Il comprend aussi un plan d'eau ainsi que des mares temporaires, et quelques zones boisées sur les bordures ouest et nord. Ces biotopes particuliers présentent un grand intérêt biologique et jouent le rôle de refuge pour une faune diversifiée. La vaste roselière entourant la mare accueille la rousserolle effarvatte (Acrocephalus scirpaceus), passereau spécifique de ce type de végétation. On y observe plusieurs espèces d'amphibiens, dont une population de crapaud calamite (Bufo calamita), ainsi que certains insectes, comme le criquet à ailes bleues (Oedipoda caerulescens).

### Zone centrale
Le site de grand intérêt biologique des Viviers est une « zone centrale ».
La politique de conservation de la nature, tant au niveau européen qu'en Région wallonne, a pour objet de tenter de préserver, gérer et restaurer notre patrimoine naturel, par l'adoption de mesures visant à favoriser la conservation et la gestion durable des espèces de flore et de faune sauvages et des habitats naturels. Elle se fonde aujourd'hui de plus en plus sur le concept de « réseau écologique ».
Celui-ci peut être défini schématiquement comme l'ensemble des biotopes qui permettent d'assurer la conservation à long terme des espèces et des habitats naturels sur le territoire. Pour le mettre en place, il importe de définir sur ce territoire une structure cohérente comportant :
- des « zones centrales », c'est-à-dire des zones de grand intérêt biologique affectées prioritairement à la conservation de la nature. Ce sont des zones vitales, riches en biodiversité où les individus peuvent réaliser l'ensemble de leur cycle de vie (reproduction, alimentation, abri...).
- des « zones de développement », où les activités humaines restent compatibles avec le maintien d'une certaine diversité biologique,
- et les « zones de liaison » (ou corridors ou couloirs écologiques), qui permettent aux espèces de se déplacer dans le paysage et qui favorisent les échanges génétiques.

L'ensemble constituent les continuités écologiques, permettant de préserver la vie associée.
Cette stratégie de conservation de la nature, fondée sur une approche scientifique et intégrée aux activités humaines, est préconisée tant par le Schéma de développement de l'espace régional (SDER) que par le Plan wallon de l'environnement et du développement durable (PEDD).

### Plan communal de développement de la nature (PCDN)
Le site de grand intérêt biologique des Viviers fait partie du Plan Communal de Développement de la Nature de Charleroi (no 79).
L’étude d’actualisation du réseau écologique de la Ville de Charleroi a été réalisée dans le cadre de la relance du PCDN de Charleroi. Cette étude a été réalisée par le bureau Service Pédologique de Belgique et publiée en juin 2010.
Les bases du PCDN sont le « sommet de la Terre » de Rio de Janeiro en 1992. Il constitue une réponse aux cris d'alarme au niveau des pertes importantes de la biodiversité.
En 2012, une charte a été signée par différents acteurs qui se sont, par là même, officiellement engagés à préserver et à développer la biodiversité dans la commune, en partenariat avec les communes avoisinantes,.

### Zone d'espaces verts
Le site de grand intérêt biologique des Viviers est en majeure partie en "zone d'espaces verts" au plan de secteur. Une partie est en "zone d’aménagement communal concerté".

### Chemins des Terrils: Le GR412 à travers la mémoire industrielle de Charleroi
Le GR412 est un sentier de Grande Randonnée qui traverse la Wallonie d’Ouest en Est et qui effectue le lien entre l’ensemble des sites industriels, estampillés Unesco ou non, le long de la dorsale wallonne et du sillon Sambre-et-Meuse. Long de près de 400 kilomètres, il s’élance depuis Péruwelz, pour suivre la chaîne des terrils du Hainaut, en passant par le site du Grand Hornu, le Pass de Frameries, les terrils de l’Héribus et du Levant, le site de Bois-du-Luc, le canal du Centre historique, et plus loin, du côté de Charleroi, rebaptisé la Transterrilienne, vers le Bois du Cazier, en passant par le magnifique site du Terril des Viviers pour finir sa course à Blégny-Trembleur. Il représente à lui seul, près d’un dixième de l’ensemble des sentiers de Grande Randonnée de notre pays (5000 kilomètres). Il tient son nom de la date du 4 décembre, jour de la Sainte-Barbe, sainte patronne des mineurs.
Ce Chemin des Terrils, le GR412, longe actuellement le Site de Grand Intérêt Biologique des Viviers. Autrefois, le GR412 traversait le SGIB grâce au sentier Baltard. À la suite de travaux d'égouttage mal conçus, celui-ci a finalement été déclassé par l'administration communale. Le sentier Baltard du GR412 a ainsi été remplacé par le sentier de la Ferme et la rue des Mottards pour permettre aux randonneurs de rejoindre le RAVeL. Le sentier de Grande Randonnée GR412 permet donc de contempler le Terril des Viviers par son côté sud.

### Accès par le RAVeL
Le RAVeL « La Houillère » (qui relie Châtelineau à Gosselies, en passant par Jumet et Roux) longe le terrain des Viviers et une jonction y a été greffée pour rejoindre l’entrée de l’hôpital. 

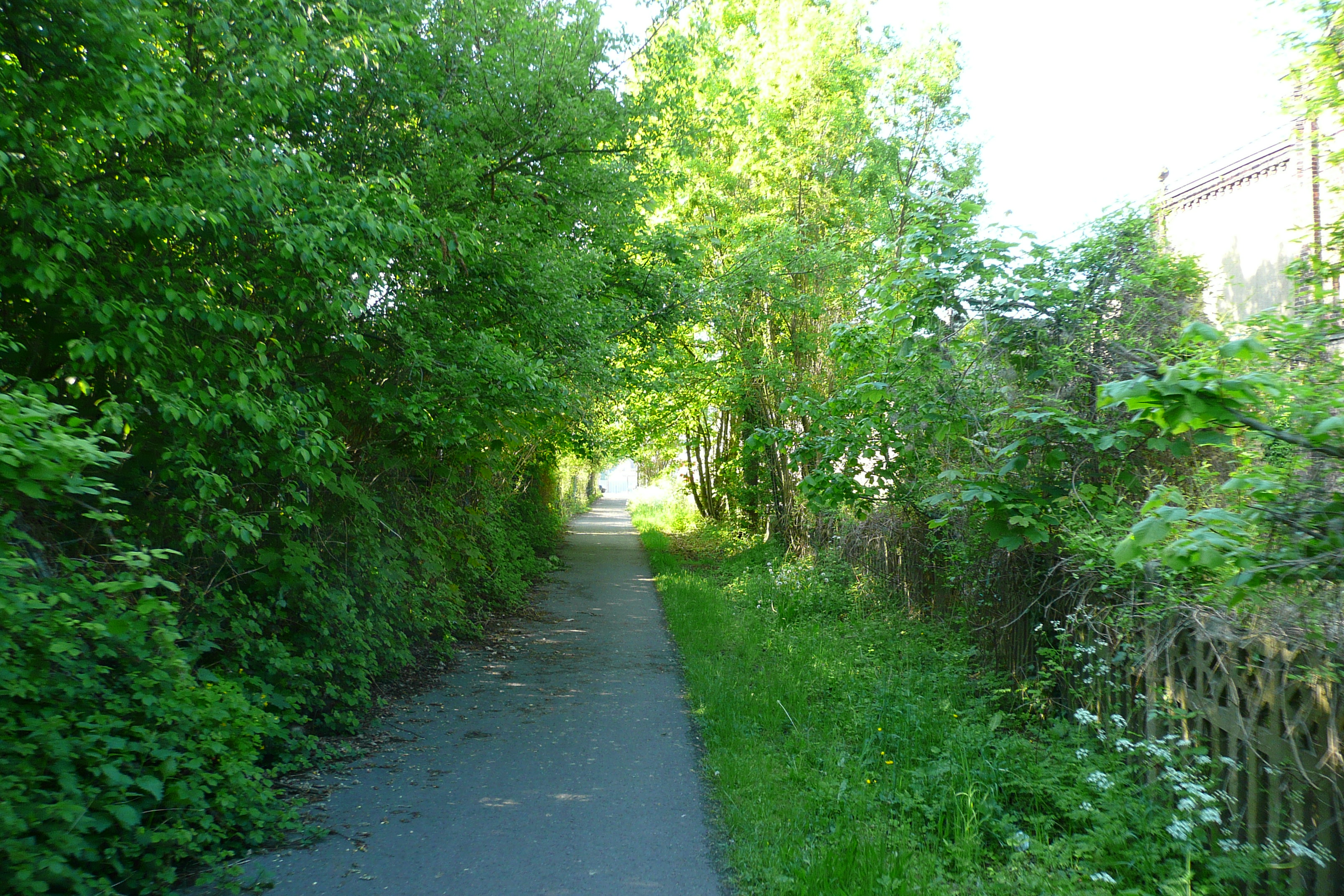
Partie du RAVeL à proximité du Site de Grand Intérêt Biologique des Viviers
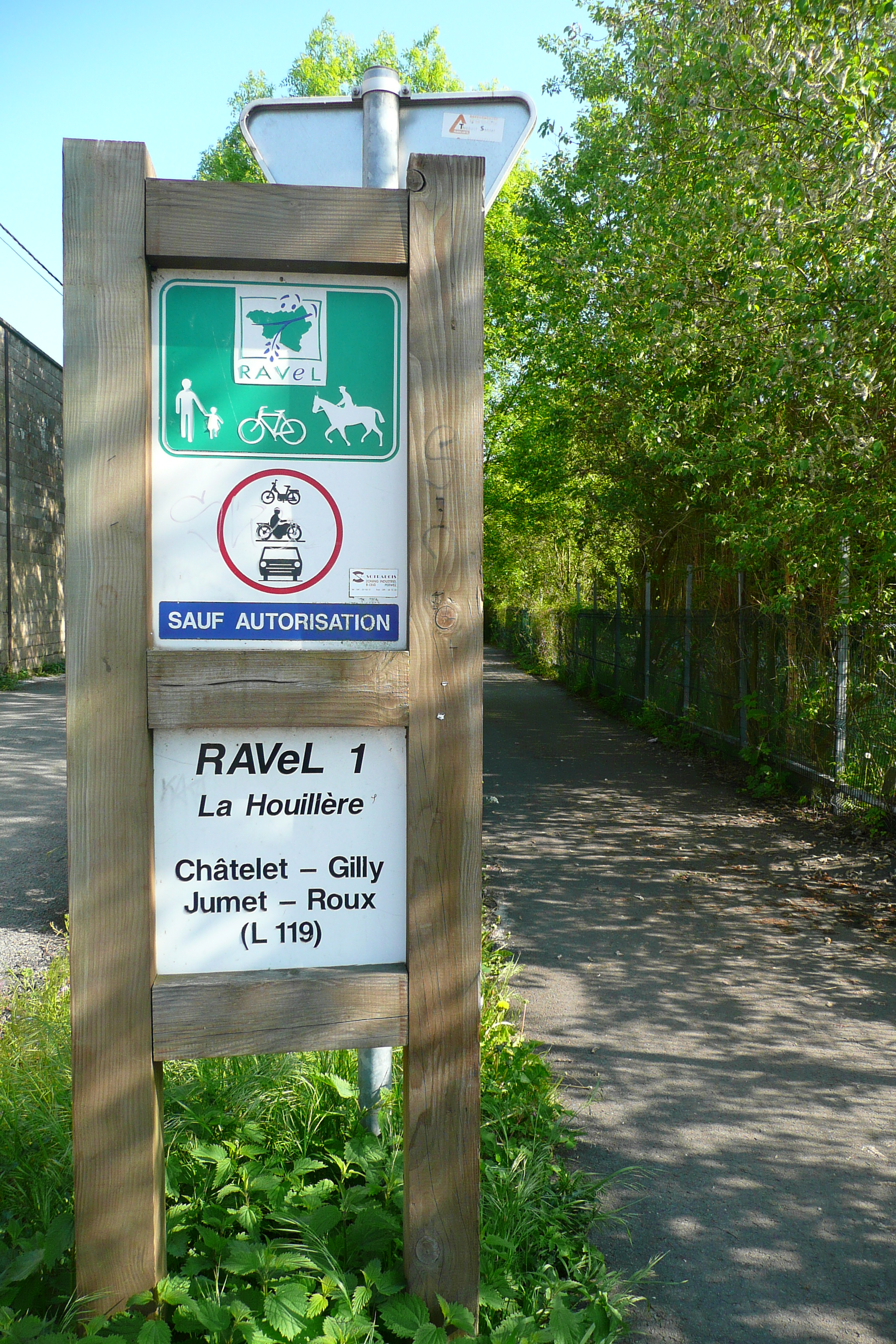
RAVeL 1 La Houillère Châtelet - Gilly - Jumet - Roux L119
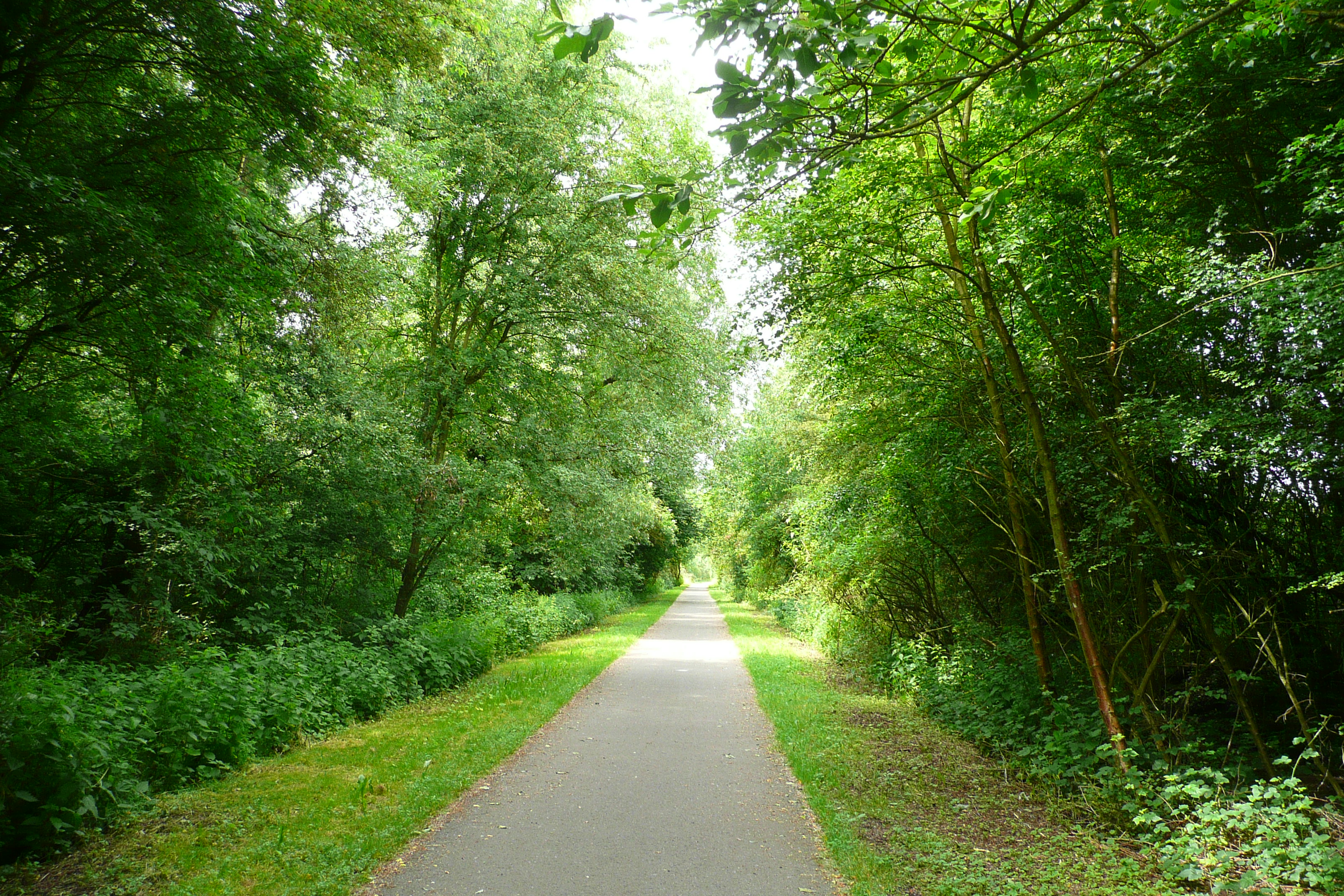
RAVeL longeant le Site de Grand Intérêt Biologique des Viviers

### Visite guidée "Entre Nature et Histoire"
En 2007, une visite du terril des Viviers, "Entre Nature et Histoire", a été organisée par la Ville de Charleroi en compagnie de guides touristiques qui y ont retracé l’histoire de la bataille de Gilly entre l'armée impériale de Napoléon et les troupes prussiennes à Gilly en juin 1815 en prémices de la bataille de Waterloo, à partir des hauteurs du terril.

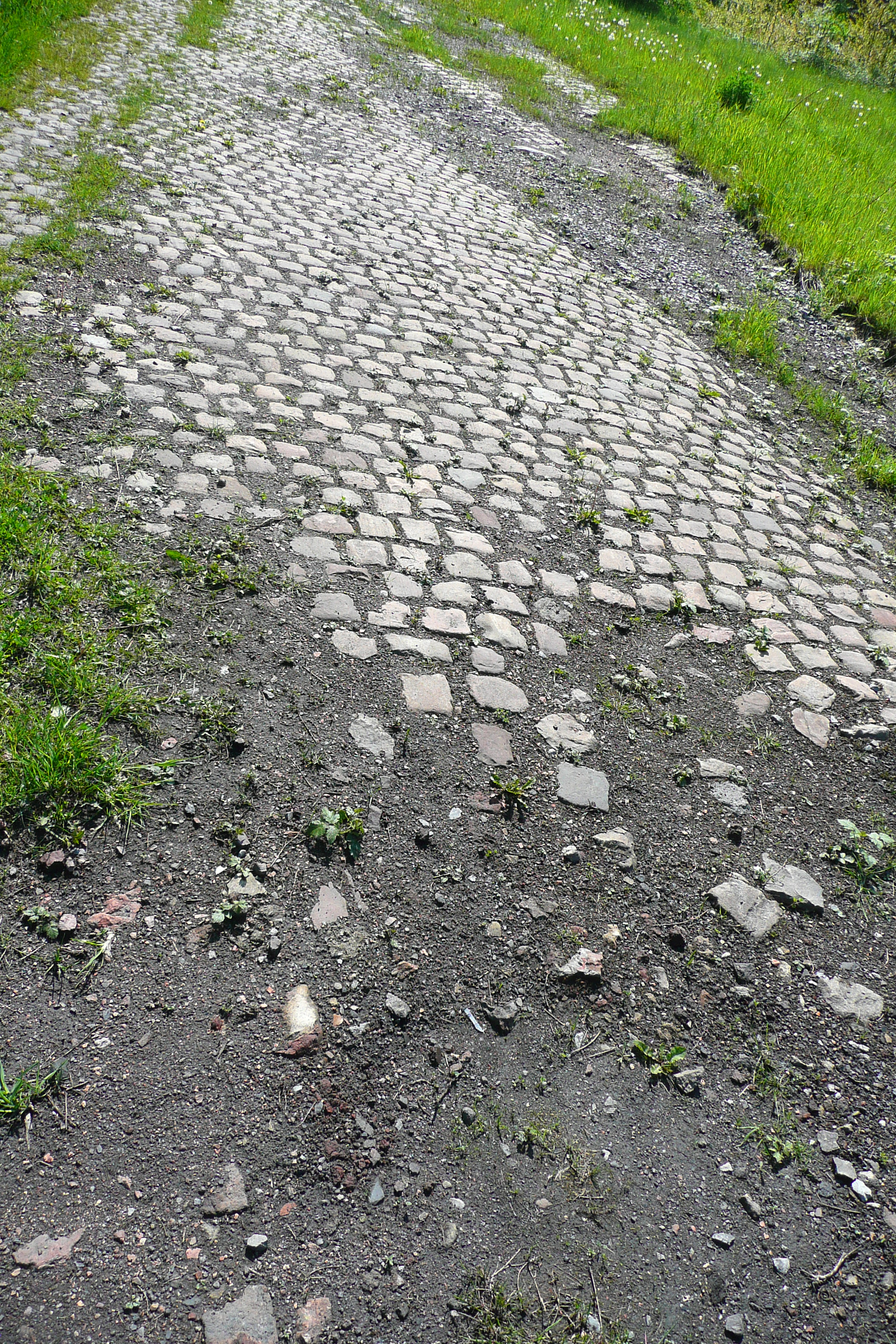
Vestige dans le prolongement de la rue de l'Observatoire, au pied du Terril des Viviers

## Délimitation du SGIB des Viviers
Le SGIB des Viviers est entouré par la Rue des Mottards, le Sentier de la Ferme, la Rue de l'observatoire, le Sentier Baltard, la Rue des Hayettes, la Route de la Basse Sambre et le RAVeL 1 La Houillère Châtelet - Gilly - Jumet - Roux L119.
- Cartographie des sites de grand intérêt biologique - Novembre 2011 : http://observatoire.biodiversite.wallonie.be/Sites/sgib/Cartesgif/2638.gif
- Délimitation du SGIB des Viviers (vue satellite) : http://observatoire.biodiversite.wallonie.be/carto/sites/carte.aspx?type=sgib&id=2638

## Biotopes
| Code WalEUNIS | Nom                                                                          | Valeur patrimoniale                   |
| ------------- | ---------------------------------------------------------------------------- | ------------------------------------- |
| C1            | Eaux stagnantes                                                              | Oui (habitat rare, menacé ou protégé) |
| C3.21         | Phragmitaies (roselières « vraies »)                                         | Oui (habitat rare, menacé ou protégé) |
| C3.23         | Typhaies                                                                     | Oui (habitat rare, menacé ou protégé) |
| C3.26         | Phalaridaies                                                                 | Oui (habitat rare, menacé ou protégé) |
| E1            | Pelouses sèches                                                              | Oui (habitat rare, menacé ou protégé) |
| E5.6a         | Végétation nitrophile sur sol sec                                            |                                       |
| F3.1c         | Fourrés rudéraux                                                             |                                       |
| G5.6ba        | Colonisation forestière feuillue spontanée de milieux ouverts non forestiers |                                       |
| J3.3          | Carrières et sablières abandonnées                                           |                                       |

## Espèces
Ce paragraphe reprend les points suivants :
1. Une présentation des espèces de valeur patrimoniale répertoriées à ce jour sur le SGIB "Les Viviers".
2. Une liste non exhaustive mais plus complète de l'ensemble des espèces répertoriées sur le site de grand intérêt biologique des Viviers.

### Liste des espèces répertoriées
Les paragraphes "faune" et "flore" ci-dessous décrivent une partie (liste non exhaustive) de la faune et de la flore que l'on peut rencontrer sur le Site de Grand Intérêt Biologique des Viviers.
Les espèces de valeur patrimoniale sont en couleur.

#### Faune
| Classe     | Ordre           | Famille          | Illustration | Taxon                                        | Nom vernaculaire                                  | Valeur patrimoniale |
| ---------- | --------------- | ---------------- | ------------ | -------------------------------------------- | ------------------------------------------------- | --- |
| Amphibia   | Anura           | Bufonidae        |              | Bufo calamita                                | Crapaud calamite                                  | Flandre protégé: 22.09.1980; Flandre protégé: 21.10.1997; Flandre liste rouge: Rare; Wallonie liste rouge: Gravement menacé, en danger critique; Belgique liste rouge: Gravement menacé, en danger critique; LCN 1973 : Annexe IIa; Convention de Berne, annexe 2; CE/92/43 - Annexe 4; Population mondiale décroissante    |
| Amphibia   | Caudata         | Salamandridae    |              | Ichthyosaura alpestris                       | Triton alpestre                                   | Flandre protégé: 22.09.1980; Bruxelles liste rouge: Vulnerable; LCN 1973 : Annexe IIb |
| Amphibia   | Caudata         | Salamandridae    |              | Lissotriton vulgaris                         | Triton ponctué                                    | Flandre protégé: 22.09.1980; Bruxelles liste rouge: Vulnerable; Wallonie liste rouge: Vulnerable; LCN 1973 : Annexe IIb; 2013/17/UE - Annexe II |
| Insecta    | Orthoptera      | Acrididae        |              | Oedipoda caerulescens                        | Criquet à ailes bleues                            | Wallonie protégé: 09.07.1987; Flandre liste rouge: Vulnerable; LCN 1973 : Annexe 2b |
| Insecta    | Odonata         | Aeshnidae        |              | Aeshna cyanea                                | Æschne bleue                                      | Flandre protégé: 22.09.1980; Wallonie liste rouge: Quasi menacé |
| Aves       | Passeriformes   | Alaudidae        |              | Lullula arborea                              | Alouette lulu                                     | Flandre liste rouge: Vulnerable; Wallonie liste rouge: Rare; Belgique liste rouge: Vulnerable; Europe liste rouge: Vulnerable; LCN 1973 Article 2 + Annexe XI; CEE/79/409 - article 5; 2009/147/CE - ANNEXE I |
| Arachnida  | Araneae         | Araneidae        |              | Argiope bruennichi                           | Argiope frelon                                    | Flandre liste rouge: Rare; Belgique liste rouge: Rare |
| Insecta    | Lepidoptera     | Erebidae         |              | Euplagia quadripunctaria                     | Écaille chinée                                    | LCN 1973 : Annexe 2b |
| Aves       | Pelecaniformes  | Ardeidae         |              | Ardea cinerea                                | Héron cendré                                      | Wallonie liste rouge: Quasi menacé; LCN 1973 Article 2; CEE/79/409 - article 5 |
| Insecta    | Odonata         | Coenagrionidae   |              | Coenagrion puella                            | Agrion jouvencelle                                | Flandre protégé: 22.09.1980; Wallonie liste rouge: Quasi menacé |
| Insecta    | Odonata         | Coenagrionidae   |              | Ischnura elegans                             | Agrion élégant                                    | Flandre protégé: 22.09.1980; Wallonie liste rouge: Quasi menacé |
| Aves       | Passeriformes   | Emberizidae      |              | Emberiza schoeniclus                         | Bruant des roseaux                                | Flandre protégé: 09.09.1981; Flandre liste rouge: Menacé, en danger; Bruxelles liste rouge: Gravement menacé, en danger critique; Wallonie liste rouge: Vulnerable; Belgique liste rouge: Vulnerable; LCN 1973 Article 2 + Annexe I; Convention de Berne, annexe2; CEE/79/409 - article 5; Population mondiale décroissante |
| Aves       | Falconiformes   | Falconidae       |              | Falco tinnunculus                            | Faucon crécerelle                                 | Wallonie liste rouge: Quasi menacé; Europe liste rouge: Quasi menacé; LCN 1973 Article 2 + Annexe I; Convention de Berne, annexe 2; CEE/79/409 - article 5; Population mondiale décroissante |
| Insecta    | Orthoptera      | Gryllidae        |              | Oecanthus pellucens                          | Grillon d'Italie                                  | Wallonie liste rouge: Rare; Belgique liste rouge: Rare; Arrêté du 22 juillet 1993 relatif à la liste des insectes protégés en région Île-de-France complétant la liste nationale |
| Insecta    | Odonata         | Lestidae         |              | Lestes sponsa                                | Leste fiancé                                      | Flandre protégé: 22.09.1980; Wallonie liste rouge: Quasi menacé |
| Insecta    | Odonata         | Libellulidae     |              | Libellula quadrimaculata                     | Libellule à quatre taches                         | Flandre protégé: 22.09.1980; Wallonie liste rouge: Quasi menacé |
| Insecta    | Odonata         | Libellulidae     |              | Sympetrum sanguineum                         | Sympétrum rouge sang ou Sympétrum sanguin         | Flandre protégé: 22.09.1980; Wallonie liste rouge: Quasi menacé |
| Aves       | Passeriformes   | Motacillidae     |              | Anthus trivialis                             | Pipit des arbres                                  | Flandre liste rouge: Menacé, en danger; Bruxelles liste rouge: Régionalement éteint; Wallonie liste rouge: Quasi menacé; Belgique liste rouge: Quasi menacé; LCN 1973 Article 2; CEE/79/409 - article 5; Population mondiale décroissante                                                                                   |
| Aves       | Gruiformes      | Rallidae         |              | Gallinula chloropus                          | Gallinule poule d'eau                             | Wallonie liste rouge: Quasi menacé; LCN 1973 Article 2; CEE/79/409 - article 5 |
| Aves       | Gruiformes      | Rallidae         |              | Rallus aquaticus                             | Râle d'eau                                        | Bruxelles liste rouge: Régionalement éteint; Wallonie liste rouge: Vulnerable; LCN 1973 Article 2; CEE/79/409 - article 5; Population mondiale décroissante |
| Aves       | Passeriformes   | Sylviidae        |              | Acrocephalus scirpaceus                      | Rousserolle effarvatte                            | Wallonie liste rouge: Vulnerable; LCN 1973 Article 2; CEE/79/409 - article 5; Population mondiale décroissante |
| Aves       | Passeriformes   | Sylviidae        |              | Phylloscopus trochilus                       | Pouillot fitis                                    | Wallonie liste rouge: Quasi menacé; LCN 1973 Article 2; CEE/79/409 - article 5; Population mondiale décroissante |
| Aves       | Passeriformes   | Sylviidae        |              | Sylvia curruca                               | Fauvette babillarde                               | Wallonie liste rouge: Quasi menacé; LCN 1973 Article 2; CEE/79/409 - article 5 |
| Insecta    | Orthoptera      | Tetrigidae       |              | Tetrix subulata                              | Tétrix riverain ou Tétrix subulé                  | Wallonie liste rouge: Vulnerable |
| Aves       | Passeriformes   | Turdidae         |              | Turdus torquatus                             | Merle à plastron                                  | Flandre liste rouge: Rare; Wallonie liste rouge: Vulnerable; Belgique liste rouge: Vulnerable; LCN 1973 Article 2 + Annexe I; Convention de Berne, annexe 2; CEE/79/409 - article 5; Population mondiale décroissante |
| Insecta    | Orthoptera      | Acrididae        |              | Chrysochraon dispar                          | Criquet des clairières                            | Flandre liste rouge: Rare |
| Insecta    | Coleoptera      | Coccinellidae    |              | Adalia bipunctata                            | Coccinelle à deux points                          | Flandre protégé: 22.09.1980; Extrêmement rare sur les terrils hennuyers (0,2 %) |
| Insecta    | Coleoptera      | Coccinellidae    |              | Adalia decempunctata                         | Coccinelle à dix points                           | Flandre protégé: 22.09.1980; Extrêmement rare sur les terrils hennuyers (0,2 %) |
| Insecta    | Coleoptera      | Coccinellidae    |              | Calvia quatuordecimguttata                   | Coccinelle à quatorze points                      | Flandre protégé: 22.09.1980; Très rare sur les terrils hennuyers (10,9 %) |
| Insecta    | Coleoptera      | Coccinellidae    |              | Coccinella septempunctata                    | Coccinelle à sept points                          | Flandre protégé: 22.09.1980; rare sur les terrils hennuyers (23 %) |
| Insecta    | Coleoptera      | Coccinellidae    |              | Hippodamia variegata                         | Coccinelle des friches                            | Flandre protégé: 22.09.1980; Extrêmement rare sur les terrils hennuyers (3,1 %) |
| Aves       | Columbiformes   | Columbidae       |              | Columba oenas                                | Pigeon colombin                                   | Flandre protégé: 09.09.1981; LCN 1973 Article 2; CEE/79/409 - article 5 |
| Aves       | Passeriformes   | Corvidae         |              | Corvus corone                                | Corneille noire                                   | Flandre protégé: 09.09.1981; LCN 1973 Article 2; CEE/79/409 - article 5; Population mondiale décroissante |
| Aves       | Passeriformes   | Corvidae         |              | Pica pica                                    | Pie bavarde                                       | Flandre protégé: 09.09.1981; LCN 1973 Article 2; CEE/79/409 - article 5 |
| Aves       | Passeriformes   | Fringillidae     |              | Fringilla coelebs                            | Pinson des arbres                                 | Flandre protégé: 09.09.1981; LCN 1973 Article 2; CEE/79/409 - article 5; 2009/147/CE - ANNEXE I; Population mondiale décroissante |
| Insecta    | Lepidoptera     | Nymphalidae      |              | Aglais urticae                               | Petite tortue                                     | Flandre liste rouge: Quasi menacé |
| Insecta    | Lepidoptera     | Nymphalidae      |              | Melanargia galathea                          | Demi-deuil                                        | Flandre liste rouge: Régionalement éteint |
| Aves       | Piciformes      | Picidae          |              | Picus viridis                                | Pic vert                                          | Europe liste rouge: Quasi menacé; LCN 1973 Article 2; CEE/79/409 - article 5 |
| Insecta    | Lepidoptera     | Pieridae         |              | Colias crocea                                | Souci                                             | |
| Insecta    | Lepidoptera     | Pieridae         |              | Leptidea sinapis                             | Piéride de la moutarde                            | Flandre liste rouge: Quasi menacé |
| Insecta    | Coleoptera      | Scarabaeidae     |              | Cetonia aurata                               | Cétoine dorée                                     | |
| Insecta    | Orthoptera      | Tettigoniidae    |              | Tettigonia viridissima                       | Grande sauterelle verte                           | Flandre protégé: 22.09.1980 |
| Aves       | Passeriformes   | Turdidae         |              | Turdus philomelos                            | Grive musicienne                                  | Flandre protégé: 09.09.1981; Bruxelles liste rouge: Quasi menacé; LCN 1973 Article 2; CEE/79/409 - article 5; Population mondiale décroissante |
| Aves       | Apodiformes     | Apodidae         |              | Apus apus                                    | Martinet noir                                     | LCN 1973 Article 2; CEE/79/409 - article 5; Population mondiale décroissante |
| Aves       | Passeriformes   | Sylviidae        |              | Sylvia communis                              | Fauvette grisette                                 | Bruxelles liste rouge: Quasi menacé; LCN 1973 Article 2; CEE/79/409 - article 5; Population mondiale décroissante |
| Gastropoda | Stylommatophora | Helicidae        |              | Cepaea hortensis                             | Escargot des jardins                              | |
| Insecta    | Hemiptera       | Acanthosomatidae |              | Elasmostethus interstinctus                  | Berkenschildwants (NL)                            | |
| Insecta    | Orthoptera      | Acrididae        |              | Chorthippus biguttulus                       | Criquet mélodieux                                 | |
| Insecta    | Orthoptera      | Acrididae        |              | Chorthippus brunneus                         | Criquet duettiste                                 | |
| Insecta    | Orthoptera      | Acrididae        |              | Chorthippus parallelus                       | Criquet des pâtures                               | |
| Aves       | Columbiformes   | Columbidae       |              | Columba palumbus                             | Pigeon ramier                                     | LCN 1973 Article 2; CEE/79/409 - article 5; 2009/147/CE - ANNEXE I |
| Mammalia   | Lagomorpha      | Leporidae        |              | Oryctolagus cuniculus                        | Lapin de garenne                                  | |
| Insecta    | Lepidoptera     | Lycaenidae       |              | Celastrina argiolus                          | Azuré des nerpruns                                | |
| Insecta    | Lepidoptera     | Lycaenidae       |              | Lycaena phlaeas                              | Cuivré commun                                     | |
| Insecta    | Lepidoptera     | Lycaenidae       |              | Polyommatus icarus                           | Argus bleu ou Azuré commun ou Azuré de la Bugrane | |
| Insecta    | Lepidoptera     | Nymphalidae      |              | Coenonympha pamphilus                        | Fadet commun                                      | |
| Insecta    | Lepidoptera     | Nymphalidae      |              | Aglais io                                    | Paon-du-jour                                      | |
| Insecta    | Lepidoptera     | Nymphalidae      |              | Maniola jurtina                              | Myrtil                                            | |
| Insecta    | Lepidoptera     | Nymphalidae      |              | Pararge aegeria                              | Tircis                                            | |
| Insecta    | Lepidoptera     | Nymphalidae      |              | Polygonia c-album                            | Robert-le-Diable                                  | |
| Insecta    | Lepidoptera     | Nymphalidae      |              | Pyronia tithonus                             | Amaryllis                                         | |
| Insecta    | Lepidoptera     | Papilionidae     |              | Papilio machaon                              | Machaon                                           | |
| Aves       | Passeriformes   | Paridae          |              | Parus major                                  | Mésange charbonnière                              | |
| Insecta    | Lepidoptera     | Pieridae         |              | Pieris brassicae                             | Piéride du chou                                   | |
| Insecta    | Lepidoptera     | Pieridae         |              | Pieris napi                                  | Piéride du navet                                  | |
| Insecta    | Lepidoptera     | Pieridae         |              | Pieris rapae                                 | Piéride de la rave                                | |
| Aves       | Passeriformes   | Sylviidae        |              | Phylloscopus collybita                       | Pouillot véloce                                   | |
| Aves       | Passeriformes   | Sylviidae        |              | Sylvia atricapilla                           | Fauvette à tête noire                             | |
| Insecta    | Orthoptera      | Tettigoniidae    |              | Conocephalus fuscus ou Conocephalus discolor | Conocéphale bigarré                               | |
| Insecta    | Orthoptera      | Tettigoniidae    |              | Phaneroptera falcata                         | Phanéroptère commun                               | |
| Aves       | Passeriformes   | Troglodytidae    |              | Troglodytes troglodytes                      | Troglodyte mignon                                 | |
| Gastropoda | Stylommatophora | Succineidae      |              | Succinea sp.                                 | Mollusques gastéropodes                           | |
| Insecta    | Hemiptera       | Acanthosomatidae |              | Acanthosoma haemorrhoidale                   | Punaise des bois                                  | |
| Insecta    | Hemiptera       | Acanthosomatidae |              | Cyphostethus tristriatus                     | Jeneverbesschildwants (NL)                        | |
| Insecta    | Hymenoptera     | Apidae           |              | Bombus sp.                                   | Bourdon                                           | |
| Insecta    | Hymenoptera     | Megachilidae     |              | Osmia sp.                                    | Abeilles maçonnes                                 | |
| Insecta    | Coleoptera      | Curculionidae    |              | Phyllobius sp.                               | Charançons                                        | |
| Insecta    | Coleoptera      | Cerambycidae     |              | Pogonocherus decoratus                       | ?                                                 | |
| Mammalia   | Artiodactyla    | Cervidae         |              | Dama dama                                    | Daim                                              | |
| Insecta    | Lepidoptera     | Crambidae        |              | Crambus pascuella                            | Crambus des pâturages                             | |
| Insecta    | Coleoptera      | Curculionidae    |              | Polydrusus sp.                               | ?                                                 | |
| Insecta    | Hymenoptera     | Formicidae       |              | Lasius brunneus                              | Boommier (NL)                                     | |
| Insecta    | Lepidoptera     | Geometridae      |              | Camptogramma bilineata                       | Brocatelle d'or                                   | |
| Insecta    | Lepidoptera     | Geometridae      |              | Chiasmia clathrata                           | Géomètre à barreaux                               | |
| Gastropoda | Stylommatophora | Helicidae        |              | Helix aspersa                                | Escargot                                          | |
| Insecta    | Lepidoptera     | Noctuidae        |              | Autographa gamma                             | Gamma                                             | |
| Insecta    | Lepidoptera     | Noctuidae        |              | Callistege mi                                | M noir                                            | |
| Insecta    | Lepidoptera     | Noctuidae        |              | Euclidia glyphica                            | Doublure jaune                                    | |
| Insecta    | Lepidoptera     | Nymphalidae      |              | Vanessa atalanta                             | Vulcain                                           | |
| Insecta    | Lepidoptera     | Nymphalidae      |              | Vanessa cardui                               | Belle-Dame                                        | |
| Insecta    | Hemiptera       | Pentatomidae     |              | Graphosoma italicum                          | Graphosome d'Italie                               | |
| Insecta    | Hemiptera       | Pentatomidae     |              | Palomena prasina                             | Punaise verte                                     | |
| Insecta    | Hemiptera       | Pentatomidae     |              | Piezodorus lituratus                         | ?                                                 | |
| Insecta    | Diptera         | Scathophagidae   |              | Scathophaga stercoraria                      | Scatophage du fumier                              | |
| Insecta    | Lepidoptera     | Sphingidae       |              | Macroglossum stellatarum                     | Moro-sphinx                                       | |
| Aves       | Passeriformes   | Sylviidae        |              | Acrocephalus palustris                       | Rousserolle verderolle                            | |
| Insecta    | Hymenoptera     | Tenthredinidae   |              | Athalia rosae                                | Tenthrède de la rave                              | |
| Insecta    | Lepidoptera     | Zygaenidae       |              | Zygaena carniolica                           | Zygène de la carniole                             | |
| Insecta    | Lepidoptera     | Zygaenidae       |              | Zygaena filipendulae                         | Zygène de la filipendule                          | |
| Mammalia   | Primates        | Hominidae        |              | Homo sapiens                                 | Être humain                                       | |
| Insecta    | Coleoptera      | Coccinellidae    |              | Harmonia axyridis                            | Coccinelle asiatique                              | Flandre protégé: 22.09.1980; Wallonie liste rouge: Introduit; Rare sur les terrils hennuyers (24,5 %); Espèce invasive |
| Insecta    | Lepidoptera     | Hesperiidae      |              | Ochlodes sylvanus                            | Sylvaine                                          | |
| Insecta    | Lepidoptera     | Lycaenidae       |              | Aricia agestis                               | Collier-de-corail                                 | |
| Insecta    | Lepidoptera     | Hesperiidae      |              | Thymelicus lineola                           | Hespérie du dactyle                               | |

#### Flore
|                 | Illustration | Taxon                            | Nom vernaculaire                                                                                     | Source                          |
| --------------- | ------------ | -------------------------------- | --- | ------------------------------- |
| Strate herbacée |              | Hieracium aurantiacum            | Épervière orangée ou Piloselle orangée                                                               | Riverains                       |
| Strate herbacée |              | Tussilago farfara                | Tussilage ou Pas-d'âne                                                                               | Service Pédologique de Belgique |
| Strate herbacée |              | Lotus corniculatus subsp. tenuis | Lotier à feuilles étroites                                                                           | Service Pédologique de Belgique |
| Strate herbacée |              | Lotus corniculatus               | Lotier corniculé                                                                                     | Service Pédologique de Belgique |
| Strate herbacée |              | Fallopia japonica                | Renouée du Japon                                                                                     | Service Pédologique de Belgique |
| Strate herbacée |              | Onobrychis viciifolia            | Sainfoin                                                                                             | Service Pédologique de Belgique |
| Strate herbacée |              | Plantago sp.                     | Plantain                                                                                             | Service Pédologique de Belgique |
| Strate herbacée |              | Trifolium sp.                    | Trèfle                                                                                               | Service Pédologique de Belgique |
| Strate herbacée |              | Daucus carota                    | Carotte                                                                                              | Service Pédologique de Belgique |
| Strate herbacée |              | Melilotus albus                  | Mélilot blanc                                                                                        | Service Pédologique de Belgique |
| Strate herbacée |              | Berteroa incana                  | Alysson blanc ou Alysse blanche                                                                      | Service Pédologique de Belgique |
| Strate herbacée |              | Verbascum thapsus                | Molène Bouillon-blanc ou Molène thapsus ou Molène Bouillon-blanc ou Bouillon-blanc ou Bouillon-jaune | Service Pédologique de Belgique |
| Strate herbacée |              | Artemisia vulgaris               | Armoise commune ou Armoise vulgaire                                                                  | Service Pédologique de Belgique |
| Strate herbacée |              | Petrorhagia prolifera            | Œillet prolifère                                                                                     | Interreg Terrils                |
| Strate herbacée |              | Rumex scutatus                   | Oseille ronde                                                                                        | Service Pédologique de Belgique |
|                 |              |                                  | |                                 |
| Zones humides   |              | Phalaris arundinacea             | Baldingère faux-roseau ou Alpiste faux-roseau                                                        | Service Pédologique de Belgique |
| Zones humides   |              | Phragmites australis             | Roseau commun ou Sagne                                                                               | Service Pédologique de Belgique |
| Zones humides   |              | Typha latifolia                  | Massette à larges feuilles ou Roseau à massette ou Rauche ou Quenouille en français québécois        | Service Pédologique de Belgique |
|                 |              |                                  | |                                 |
| Strate ligneuse |              | Betula sp.                       | Bouleau                                                                                              | Service Pédologique de Belgique |
| Strate ligneuse |              | Buddleja davidii                 | Buddleia de David ou Père David ou Arbre aux papillons                                               | Service Pédologique de Belgique |
| Strate ligneuse |              | Clematis vitalba                 | Clématite des haies ou Clématite vigne-blanche                                                       | Service Pédologique de Belgique |
| Strate ligneuse |              | Crataegus monogyna               | Aubépine monogyne ou Aubépine à un style                                                             | Service Pédologique de Belgique |
| Strate ligneuse |              | Fraxinus excelsior               | Frêne élevé ou Frêne commun                                                                          | Service Pédologique de Belgique |
| Strate ligneuse |              | Pinus sylvestris                 | Pin sylvestre ou Pin du Nord ou Pin de Riga                                                          | Service Pédologique de Belgique |
| Strate ligneuse |              | Populus tremula                  | Peuplier tremble ou Tremble ou Tremble d'Europe                                                      | Service Pédologique de Belgique |
| Strate ligneuse |              | Prunus avium                     | Merisier ou Cerisier des oiseaux ou Cerisier sauvage ou Cerisier des bois                            | Service Pédologique de Belgique |
| Strate ligneuse |              | Rubus sp.                        | Ronce                                                                                                | Service Pédologique de Belgique |
| Strate ligneuse |              | Salix alba                       | Saule blanc ou Saule commun ou Saule argenté ou Osier blanc ou Saule Vivier                          | Service Pédologique de Belgique |
| Strate ligneuse |              | Salix caprea                     | Saule marsault ou Saule des chèvres ou Marsaule ou Marseau                                           | Service Pédologique de Belgique |
| Strate ligneuse |              | Sorbus aucuparia                 | Sorbier des oiseleurs ou Sorbier des oiseaux                                                         | Service Pédologique de Belgique |

## Menaces
Les principales menaces pour la biodiversité sont la fragmentation et la destruction des habitats, la pollution et l'eutrophisation, le changement climatique, les espèces envahissantes et les perturbations dues aux activités touristiques et récréatives,.
La construction d'un nouvel hôpital Centre Hospitalier Les Viviers que le Grand Hôpital de Charleroi construit sur le terrain des Viviers à Gilly

## Protection
La biodiversité est vitale pour l’Humanité mais malheureusement, la biodiversité n’a jamais été dans un si mauvais état et elle continue à décliner,,... Il est à craindre des évolutions irrémédiables d’ici peu si rien n’est fait. Le site "biodiversité en Wallonie" propose des pistes (multiples possibilités d'actions et des nombreuses réalisations des citoyens, des secteurs d'activités et des différentes administrations en matière de conservation de la nature au sens large) pour agir.